# Петријевци
Петријевци су насељено место и седиште општине у источној Славонији, Осјечко-барањска жупанија, Република Хрватска.

## Историја
До територијалне реорганизације у Хрватској налазили су се у саставу бивше велике општине Валпово.

## Становништво
На попису становништва 2011. године, општина Петријевци је имала 2.870 становника, од чега у самим Петријевцима 2.299.

## Попис1991.
На попису становништва 1991. године, насељено место Петријевци је имало 2.327 становника, следећег националног састава:
| Попис 1991.‍   | Попис 1991.‍  | Попис 1991.‍ | Попис 1991.‍ | Попис 1991.‍ |
| ------------- | ------------ | ----------- | ----------- | ----------- |
|               |              |             |             |             |
| Хрвати        | Хрвати       |             | 2.157       | 92,69%      |
| Југословени   | Југословени  |             | 53          | 2,27%       |
| Срби          | Срби         |             | 32          | 1,37%       |
| Немци         | Немци        |             | 10          | 0,42%       |
| Албанци       | Албанци      |             | 8           | 0,34%       |
| Словенци      | Словенци     |             | 4           | 0,17%       |
| Мађари        | Мађари       |             | 3           | 0,12%       |
| Муслимани     | Муслимани    |             | 2           | 0,08%       |
| Бугари        | Бугари       |             | 1           | 0,04%       |
| Грци          | Грци         |             | 1           | 0,04%       |
| Словаци       | Словаци      |             | 1           | 0,04%       |
| Црногорци     | Црногорци    |             | 1           | 0,04%       |
| неопредељени  | неопредељени |             | 22          | 0,94%       |
| регион. опр.  | регион. опр. |             | 1           | 0,04%       |
| непознато     | непознато    |             | 31          | 1,33%       |
| укупно: 2.327 |              |             |             |             |